# Тофацитиніб
Тофацитиніб англ. Tofacitinib, лат. Tofacitinibum) — синтетичний лікарський препарат, який випускається під торговою назвою «Ксельянз», та застосовується для лікування ревматоїдного артриту, псоріатичного артриту та неспецифічного виразкового коліту.
Найчастішими побічними ефектами препарату є діарея, головний біль та підвищення артеріального тиску. Серйозними побічними ефектами препарату є також інфекції, різні види раку та тромбоемболія легеневої артерії. У 2019 році комітет з безпеки лікарських засобів Європейського агентства з лікарських засобів розпочав перегляд клінічного дослідження тофацитинібу, і рекомендував лікарям тимчасово не призначати дозу 10 мг двічі на добу особам з високим ризиком тромбоемболії легеневої артерії. У США FDA також видало попередження про ризик тромбоутворення при застосуванні тофацитинібу. Важливим побічним ефектом аналогів препарату є серйозні бактеріальні, мікобактеріальні, грибкові та вірусні інфекції. У ІІІ фазі клінічного дослідження тофацитинібу серед опортуністичних інфекцій повідомлялося про 3 випадки туберкульозу легень, усі з яких спочатку мали негативні результати скринінгу на туберкульоз.
Тофацитиніб належить до групи інгібіторів янускіназ, та розроблений сумісно Національним інститутом охорони здоров'я США та компанією «Pfizer». Тофацитиніб є невеликою молекулою, та не є природним препаратом. Станом на червень 2021 року в США доступні генеричні препарати тофацитинібу.

## Медичне застосування

### Ревматоїдний артрит
Тофацитиніб у вигляді цитрату схвалений для медичного застосування в США із показанням для лікування дорослих хворих із помірно важкою активністю ревматоїдного артриту, в яких спостерігалась неадекватна відповідь на лікування метотрексатом, або для хворих, які не переносять його.
У Європейському Союзі тофацитинібу цитрат схвалений для лікування помірного та тяжкого активного ревматоїдного артриту в дорослих у комбінації з метотрексатом, які неадекватно реагують на один або кілька хворобо-модифікуючих протиревматичних препаратів, або не переносять цих препаратів. Тофацитиніб також може застосовуватися як монотерапію у разі непереносимості метотрексату або якщо лікування метотрексатом не дало ефекту.

### Неспецифічний виразковий коліт
У травні 2018 року FDA схвалило застосування тофацитинібу у США для лікування дорослих хворих середньою та тяжкою формою неспецифічного виразкового коліту. Тофацитинібу цитрат став першим пероральним інгібітором янускіназ, дозволеним для застосування при хронічному виразковому коліті.

## Побічна дія
Спочатку тофацитиніб не був схвалений європейськими регулюючими органами через побоювання щодо ефективності та безпеки, хоча до 2018 року Європейська комісія схвалила препарат для клінічного застосування. У дослідженнях на тваринах із застосуванням тофацитинібу, проведені до досліджень на людях, виявлено низку випадків канцерогенезу, мутагенезу та зниження фертильності.
Найчастішими побічними реакціями, про які повідомлялося протягом перших 3 місяців контрольованих клінічних досліджень (що виникали у 2 % або більше хворих, які отримували монотерапію тофацитинібом або в комбінації з хворобо-модифікуючими протиревматичними препаратами), були інфекції верхніх дихальних шляхів, головний біль, діарея та назофарингіт («застуда»).
FDA вимагає, щоб на етикетці тофацитинібу знаходилось обрамлене застереження про можливі травми та смерть у зв'язку з імовірним розвитком таких хвороб, як інфекції, лімфоми та інших злоякісних новоутворень, які можуть виникнути внаслідок застосування цього препарату. У хворих, які отримували тофацитиніб, спостерігались випадки серйозних інфекцій, що призвели до госпіталізації або смерті, включно з туберкульозом та іншими бактеріальними, інвазивними грибковими, вірусними та іншими опортуністичними інфекціями. У хворих з трансплантованою ниркою, які приймали тофацитиніб під час лікування імуносупресивними препаратами, спостерігається підвищена частота посттрансплантаційних лімфопроліферативних розладів, спричинених вірусом Епштейна-Барр. Хворим рекомендується уникати застосування тофацитинібу у випадку появи активної серйозної інфекції, включаючи локалізовані інфекції. Лікарі радять застосовувати препарат з обережністю тим хворим, у яких є підвищений ризик перфорації органів шлунково-кишкового тракту. При застосуванні тофацитинібу рекомендується лабораторний контроль у зв'язку з потенційними змінами кількості лімфоцитів, нейтрофілів, гемоглобіну, ферментів печінки та фракцій ліпідів. Стверджується, що тофацитиніб не має протипоказань до застосування, проте лікарі радять зменшити дозу хворим, які приймають препарат у поєднанні з сильними інгібіторами цитохрому Р-450, зокрема кетоконазолом, або з одним або декількома препаратами, які призводять до помірного інгібування CYP3A4 і сильного інгібування CYP2C19, зокрема флуконазолом. Крім того, хворим, які приймають тофацитиніб, слід уникати імунізації живими вакцинами.
Згідно даних постмаркетингових досліджень, тофацитиніб також може підвищувати ризик тромбоемболії легеневої артерії. Перед призначенням цього препарату лікарі повинні враховувати фактори ризику розвитку тромбоемболії легеневої артерії, включаючи вік, ожиріння, куріння та іммобілізацію. У хворих, які приймають цей препарат, незалежно від показань або факторів ризику, слід проводити контроль щодо появи ознак та симптомів тромбоемболії легеневої артерії.

## Механізм дії
Тофацитиніб є інгібітором янускінази-1 та янускінази-3, наслідком чого є інгібування сигнального шляху JAK-STAT, який передає позаклітинну інформацію в ядро клітини, впливаючи на транскрипцію ДНК. На мишачій моделі симптоматичного артриту тофацитиніб швидко покращував перебіг захворювання, пригнічуючи продукцію медіаторів запалення та пригнічуючи STAT1-залежні гени в тканині суглоба. Ця ефективність на цій моделі хвороби корелювала з пригніченням сигнальних шляхів як янускінази-1, так і янускінази-3, що свідчить про те, що тофацитиніб може спричинювати лікувальний ефект не лише через механізми, які є наслідком інгібування янускінази-3.

## Історія створення
Потенційне значення інгібування янускінази-3 вперше було виявлено в імунологічній лабораторії Джона О'Ші в Національному інституті артриту, кістково-м'язових і шкірних захворювань Національного інституту охорони здоров'я США. 1994 року Національний інститут охорони здоров'я звернувся до компанії «Pfizer» з проханням створити державно-приватне партнерство для оцінки та виведення на ринок експериментальних сполук на основі цього дослідження. Спочатку «Pfizer» відмовився від партнерства, але в 1996 році погодився з цією пропозицією, після скасування політики інституту, згідно якої ринкова ціна продукту, отриманого в результаті такого партнерства, повинна бути співмірною з інвестиціями державних доходів платників податків і потребами сфери охорони здоров'я та безпеки при застосуванні. Компанія «Pfizer» співпрацювала з лабораторією О'Ші у визначенні структури та функції янускінази-3 та її рецепторів, а потім займалася відкриттям лікарських препаратів, доклінічною розробкою та клінічною розробкою тофацитинібу власними силами.
Під час розробки препарат отримав кодову назву «CP-690550». Спочатку рекомендованою назвою згідно номенклатури МНН була «тазоцитиніб», але ця назва була скасована в процесі затвердження МНН, оскільки вона не оптимально відрізнялась від інших існуючих МНН, після чого препарату було запропоновано назву «тофацитиніб», яка й була затверджена.
У листопаді 2012 року FDA схвалило тофацитиніб для лікування ревматоїдного артриту. Два ревматологи під час опитування журналу «Nature Biotechnology», поскаржилися, що були «шоковані» та «розчаровані» оптовою ціною препарату в 2055 доларів на місяць.
Дослідження 2014 року показало, що застосування тофацитинібу було здатне перетворити білу жирову тканину в більш метаболічно активну буру жирову тканина, що свідчить про те, що він потенційно може застосовуватися в лікуванні ожиріння.
У листопаді 2012 року FDA схвалило тофацитиніб для лікування ревматоїдного артриту з помірною та важкою активністю в дорослих, які мали неадекватну відповідь на лікування метотрексатом, або які не переносять метотрексат. FDA схвалило застосування препарату в дозі лише 5 мг двічі на добу на тій підставі, що більша доза не вважалася такою, що має адекватне співвідношення ризик-користь.

## Клінічні дослідження
Тофацитиніб у III фазі клінічного дослідження продемонстрував ефективність у лікуванні псоріазу. У клінічних дослідженнях вивчається ефективність препарату для лікування неспецифічного виразкового коліту, та інших імунологічних захворювань, а також для профілактики реакції відторгнення трансплантату.

### Псоріаз
Тофацитиніб досліджується для лікування псоріазу. У III фазі рандомізованих контрольованих клінічних дослідженнях продемонстровано його ефективність при бляшковому псоріазі у порівнянні з плацебо та етанерцептом. Зокрема, у дослідженні було показано, що доза тофацитинібу по 10 мг двічі на добу не поступається етанерцепту в дозі 50 мг підшкірно двічі на тиждень. Схвалення тофацитинібу для лікування псоріазу було відхилено FDA з причин безпечності препарату.

### Гніздова алопеція
На основі доклінічних досліджень на мишачій моделі хвороби тофацитиніб досліджувався для лікування гніздової алопеції. Початкові звіти за результами клінічних досліджень припускали потенційну ефективність препарату, як і відкрите клінічне дослідження II фази, результати якого опубліковані разом із клінічним дослідженням II фази, яке показало подібні результати для руксолітинібу.

### Вітиліго
У звіті про випадок у червні 2015 року в 53-річної жінки з вітиліго спостерігалось помітне поліпшення після 5 місяців прийому тофацитинібу.

### Атопічний дерматит
У вересні 2015 року були опубліковані результати застосування тофацитинібу у 6 пацієнтів із тривало перебігаючим атопічним дерматитом. У всіх спостерігалося покращення стану без будь-яких побічних ефектів.

### Анкілозуючий спондилоартрит
У 2016 році проводилась II фаза клінічних досліджень застосування тофацитинібу при анкілозуючому спондилоартриті.